# Francisca Meléndez

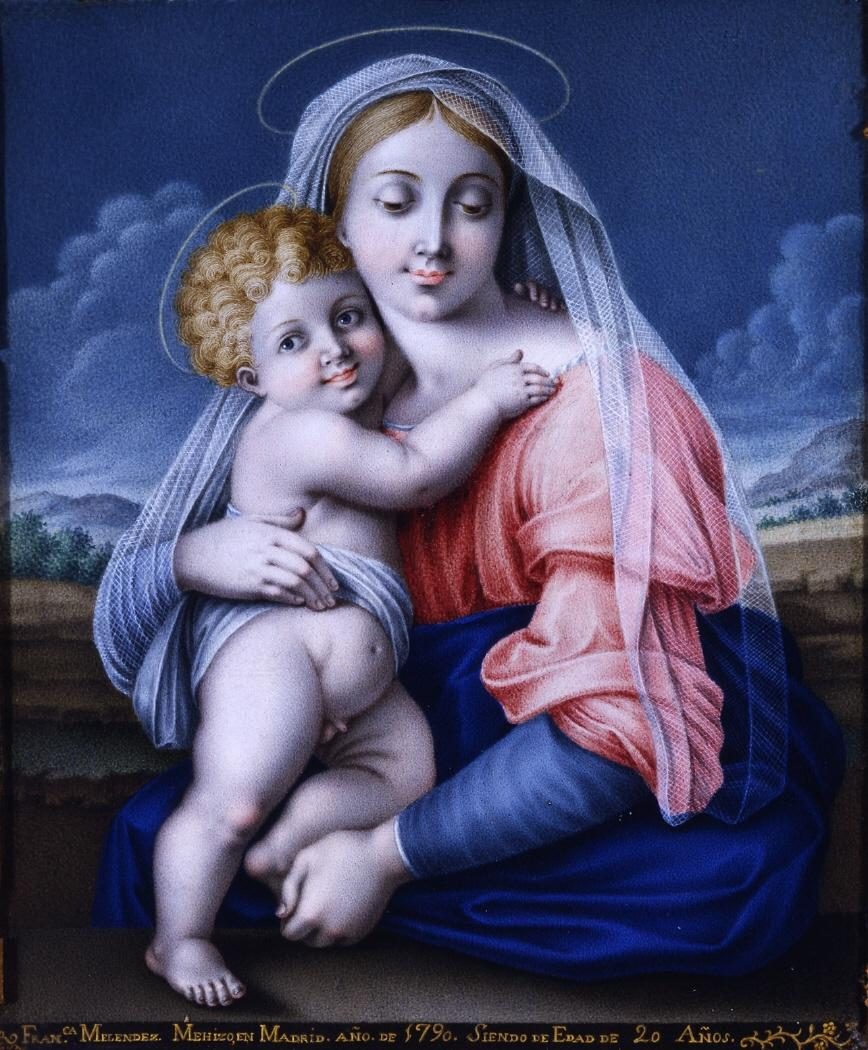
La Virgen con el Niño, óleo sobre lienzo, 20 x 17 cm. Firmado: «Fran.ca Melendez Me hizo en Madrid / Año de 1790 siendo de edad de 20 años». Madrid, Real Academia de Bellas Artes de San Fernando.

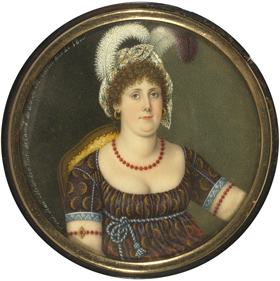
Retrato de dama con tocado de plumas, miniatura sobre marfil, 7,1 cm. Firmada: "Fecit Franca Melendez. pinta. de Cama. de S.S. M.M. Catoli año de 1800".

Francisca Ifigenia Meléndez y Durazzo o Efigenia (Cádiz, 1770-Madrid, 1825), conocida como Francisca Meléndez, fue una miniaturista española especializada en retratos que por lo común pintaba con una técnica mixta de gouache y acuarela sobre marfil.

## Biografía
Hija de José Agustín Meléndez y nieta de Francisco Antonio Meléndez, miniaturistas, y sobrina de Luis Meléndez y Ana Meléndez de Durazo,en 1790 pintó al óleo para la Real Academia de Bellas Artes de San Fernando una Virgen con el Niño firmada «Fran.ca Meléndez Me hizo en Madrid / Año de 1790 siendo de edad de 20 años», que le valió el nombramiento de académica de mérito. Cuatro años después, el 6 de diciembre de 1794, fue nombrada pintora de cámara en la Corte de Carlos IV, una condición que hará constar al firmar algunas de su obras, como el retrato de dama con tocado de plumas adquirido en 2017 por el Estado para el Museo del Romanticismo de Madrid, firmado «Fecit Franca Melendez. pinta. de Cama. de S.S. M.M. Catoli año de 1800».
En 2008, el Meadows Museum de la Southern Methodist University de Dallas (Texas) adquirió un conjunto de 29 miniaturas con retratos de diversos miembros de la familia de Carlos IV, Manuel Godoy y otros personajes no identificados de la Corte, acompañados de una carta de Juan Francisco de Aguiló, secretario de la reina María Luisa de Parma fechada en Aranjuez el 26 de febrero de 1795 solicitando a la pintora que acuda al Real Sitio para trabajar en nuevas miniaturas.
Un retrato de Martín Zapater, amigo de Goya, fechado en 1797, conservado en la colección Martínez Lanzas-de las Heras de Tarragona, se expuso de febrero a mayo de 2018 en el Museo de Bellas Artes de Bilbao dentro de la exposición Goya y la corte ilustrada.El Museo de Bellas Artes de Asturias alberga dos miniaturas de Meléndez. 